# پاتریارک ارتدکس یونانی اورشلیم
پاتریارک ارتدکس یونانی اورشلیم (یونانی: Πατριάρχης Ιεροσολύμων) اسقف اعظم ریش سفید ارتدکس یونانی اورشلیم است، و در رتبه چهارم از نه پاتریارک در کلیسای ارتدکس شرقی قرار دارد.